# Pandemia di COVID-19 in Moldavia
La pandemia di COVID-19 in Moldavia si è diffusa a partire dal 7 marzo 2020, quando vengono confermati i primi due casi.
In Italia l'immigrazione moldava è significativa. La Moldavia temeva di non essere in grado di prendersi cura di tutti i malati di ritorno (500 ritorni al giorno fino alla sospensione dei voli con l'Italia il 9 marzo 2020) e dei pazienti locali. L'11 marzo è stata annunciata la quarantena delle persone affette dalla malattia in ingresso nel Paese.
L'11 marzo 2020, il Ministero dell'istruzione, della cultura e della scienza della Moldova ha emesso un ordine per chiudere tutte le istituzioni educative, dal 12 al 23 marzo. Asili, scuole, college e università in tutto il paese sono in quarantena. L'esecuzione dell'ordine è monitorata dalle autorità locali e dalla direzione delle istituzioni educative. Il ministero dell'istruzione ha vietato gli eventi di massa nei teatri, nelle sale da concerto, nei musei, nelle biblioteche, nei centri culturali e nei centri creativi. Il divieto si applica agli eventi che coinvolgono più di 50 persone. A partire dalla mezzanotte del 17 marzo 2020, il Paese ha sospeso i voli con tutti i Paesi a causa della minaccia della diffusione del coronavirus.
Il 5 maggio 2023, l'Organizzazione mondiale della sanità dichiara ufficialmente la fine della pandemia.

## Cronologia
- 13 marzo 2020: viene stabilito un codice di allerta rosso per l'infezione da COVID-19 nella Repubblica di Moldavia.[9] Come misure preventive, il governo della Repubblica di Moldavia ha interrotto il processo educativo in asili, scuole, college, scuole professionali e università, cancellato diverse rotte aeree[10] e sospeso i servizi religiosi per tutti i culti.[11]

- Nella regione della Transnistria, le manifestazioni di massa sono vietate dal 13 marzo 2020, le istituzioni educative sono chiuse dal 16 marzo 2020[12] e dalla sera dello stesso giorno è stato stabilito lo stato di emergenza nella regione.[13] I primi casi nella regione della Transnistria sono stati confermati il 21 marzo.[14]

- 17 marzo 2020: il Parlamento della Repubblica di Moldavia ha stabilito lo stato di emergenza per il periodo dal 17 marzo al 15 maggio 2020 (60 giorni), motivo per cui ha convocato la Commissione per le situazioni eccezionali della Repubblica di Moldavia.

- 18 marzo 2020: la prima morte di una persona a cui è stato diagnosticato il virus COVID-19 è stata registrata nella Repubblica di Moldavia. Secondo il comunicato del Ministero della salute, del lavoro e della protezione sociale della Repubblica Moldavia, la donna deceduta aveva 61 anni, era tornata dall'Italia (Padova) ed era stata ricoverata presso l'Ospedale Clinico per Malattie Infettive "Toma Ciorbă", con infezione polmonite acuta respiratoria e bilaterale, e il 15 marzo 2020 le sue condizioni sono peggiorate, la paziente è stata trasferita all'ospedale clinico repubblicano "Timofei Moşneaga". La paziente soffriva di malattie croniche, come ipertensione di grado 2 e diabete di tipo 2.

- 13 aprile 2020: Il Ministero della salute, del lavoro e della protezione sociale ha incluso nel numero totale di casi confermati il numero di persone in cura a casa (con forme lievi della malattia), la cui diagnosi di COVID-19 è stata stabilita dai medici di famiglia in base a criteri clinici ed epidemiologici, senza esami di laboratorio, secondo l'Ordine del Ministero della salute, del lavoro e della protezione sociale n. 385 del 9 aprile 2020 "Sulla prestazione di assistenza sanitaria alle persone che soddisfano i criteri della definizione del caso COVID-19 nella fase di trasmissione comunitaria dell'infezione".